# インチェントロ

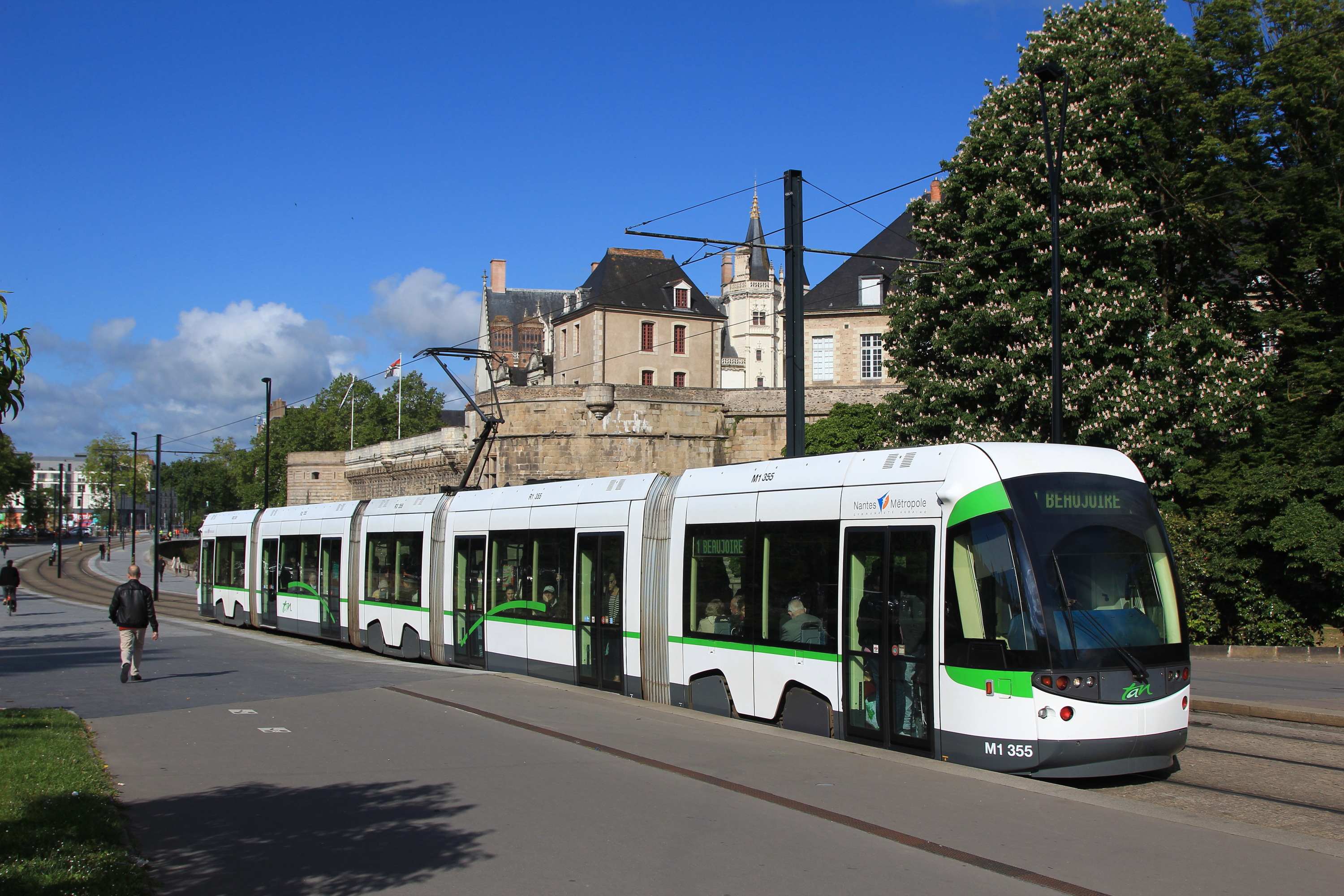
フランス・ナントに導入されたインチェントロ AT6/5L

インチェントロ（Incentro）は、ドイツの鉄道車両メーカーアドトランツ（ADtranz）が1998年に発表した超低床電車シリーズである。2000年にフランス・ナントで導入され、アドトランツがボンバルディアに買収された後の2004年にはイギリス・ノッティンガムでも導入された。
日本では、新潟トランシス（旧・新潟鐵工所）が2002年以降、ボンバルディアの協力を得てこのインチェントロの車体デザインを利用した超低床電車を製造している。

## 導入実績
ダイムラー・ベンツ傘下のAEGの鉄道システム部門とスイス・スウェーデンの電機メーカーアセア・ブラウン・ボベリ（ABB）の鉄道システム部門が1996年に統合して発足したアドトランツ（ADtranz、本社：ドイツ）は、1998年になって、下記の7種の新型鉄道車両シリーズを発表した。
- ブルータイガー（Blue Tiger）- 電気式ディーゼル機関車
- オクテオン（Octeon）- 電気機関車
- クルザーリス（Crusaris） - 都市間高速鉄道用車両
- イティーノ（Itino） - 地域内輸送鉄道用車両
- インチェントロ（Incentro）- 路面電車車両
- モヴィア（Movia） - 地下鉄車両
- イノヴィア（Innovia） - 新交通システム車両

このうち、路面電車の「インチェントロ」は、アドトランツが製造する3つの車両シリーズ、「GTシリーズ」（別名・ブレーメン形）、「ユーロトラム（Eurotram）」、「バリオバーン（Variobahn）」を集約・一本化すべく開発された車両シリーズである。100%低床構造の超低床電車であり、編成は台車のある車体と台車のないフローティング車体からなる。台車には左右の車輪を繋ぐ車軸を省いた独立車輪を使用し、台車枠側梁先端部分にレール方向に主電動機を取り付けて特殊な継手とかさ歯車によって車輪を駆動する。設計はモジュール化されており、事業者の使用条件に沿って細かな仕様変更が可能である。

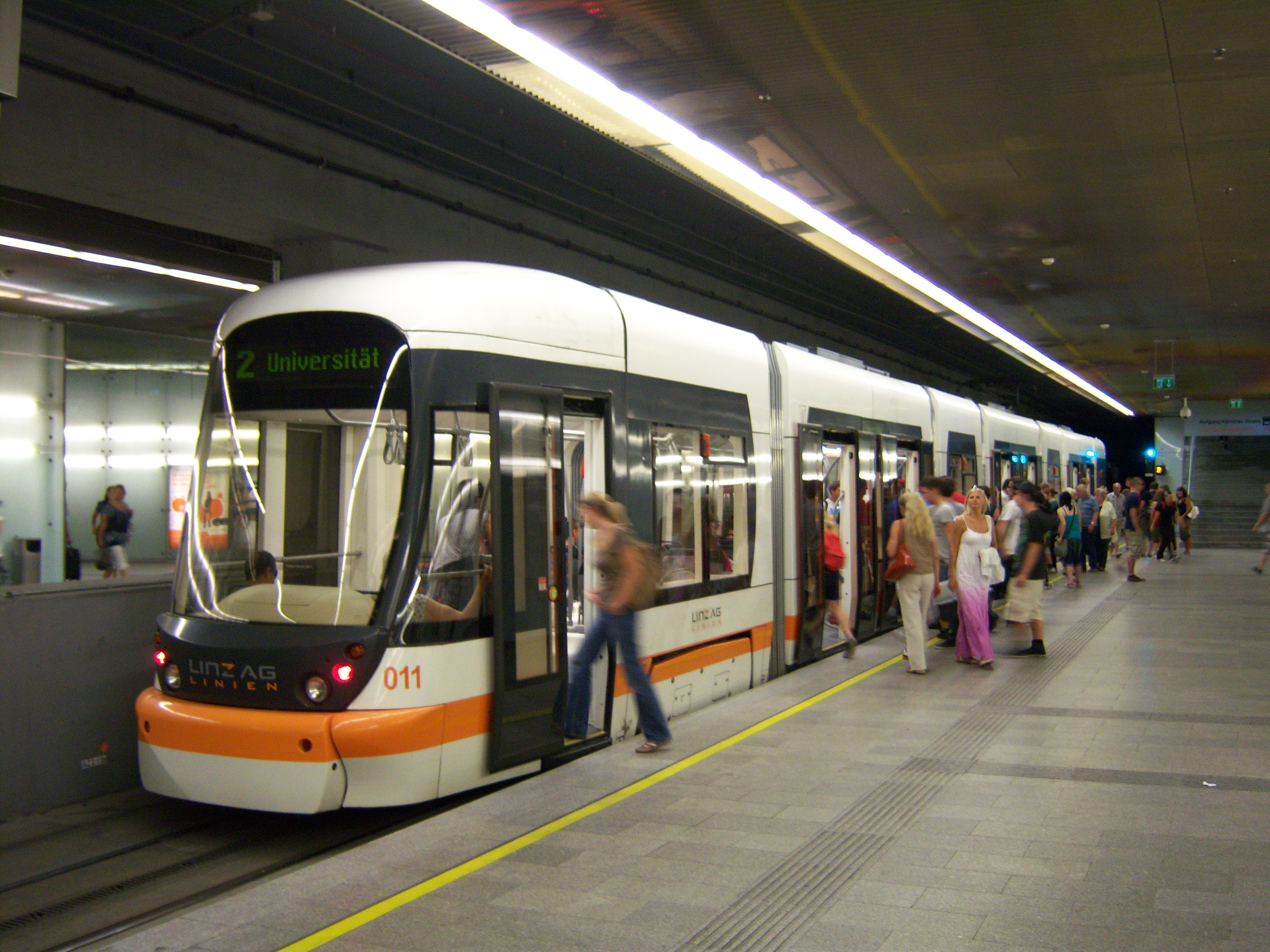
（参考）オーストリア・リンツを走る「シティランナーII」

2001年5月、メーカーのアドトランツはボンバルディアに買収された。ボンバルディアは買収前から「シティランナー（Cityrunner）」という100%超低床車のシリーズを開発しており、アドトランツ買収後は車軸付き車輪の台車を履く「シティランナーII」を標準車とする方針を採った。その結果、インチェントロの導入事例は下記の2件のみに終わった。なお、車種整理によって2003年にボンバルディアの低床車は「フレキシティ（FLEXITY）」というブランド名にまとめられており、「シティランナーII」は「フレキシティ・アウトルック（FLEXITY Outlook）」のCタイプとして製造が続いている。

### フランス・ナント

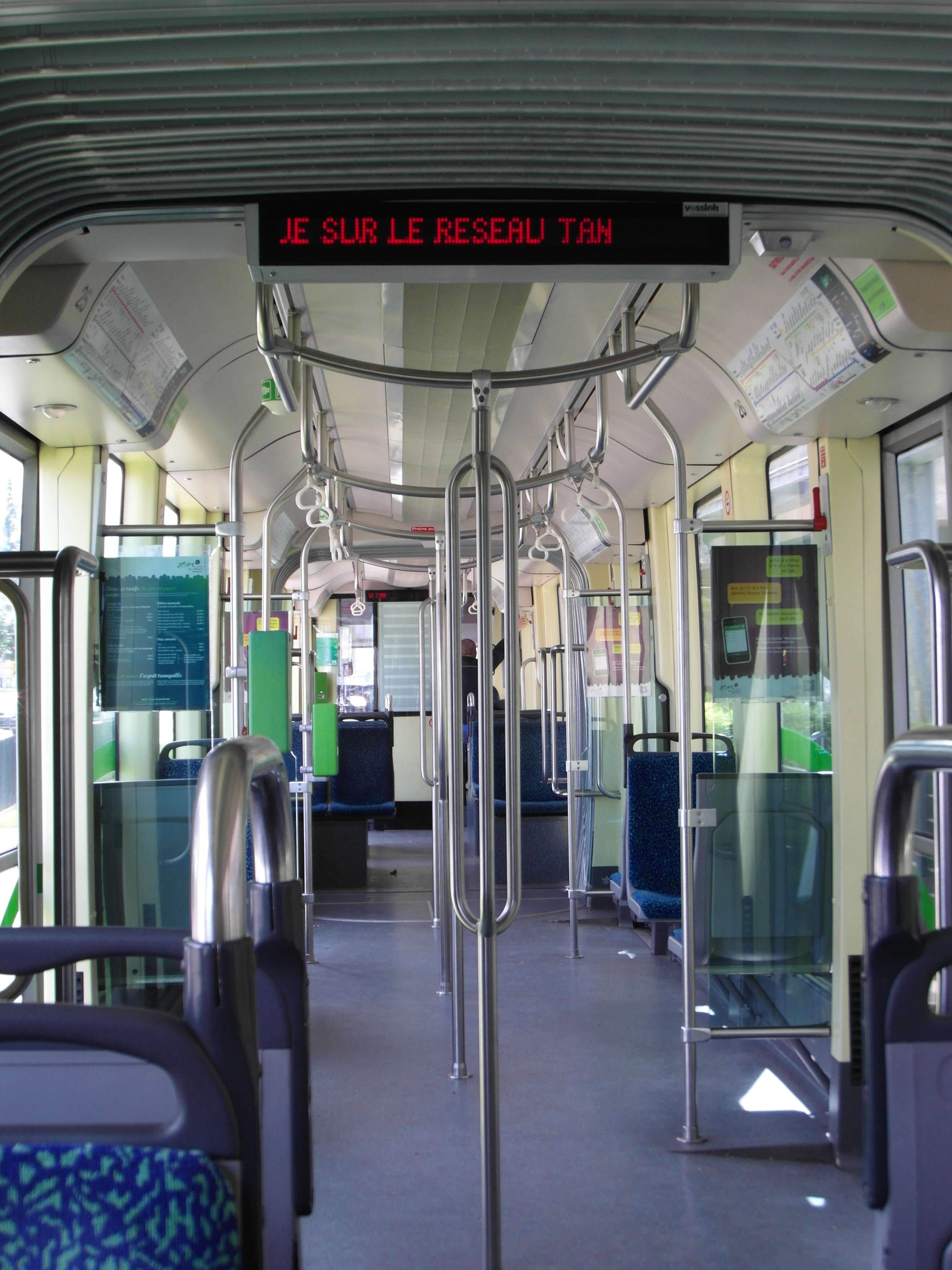
車内の様子

インチェントロの初導入はナント都市地域交通会社（SEMITAN）が運営するフランス・ナントのトラムである。形式名は「AT6/5L」で、5車体からなる両運転台車である。当初の受注編成数は23で、2000年6月に最初の編成がナントに到着した。最終的に33編成が納入されている。車両の主要諸元は以下の通り。
- 形式名：AT6/5L
- 車体数：5車体
- 編成寸法：長さ36.4メートル・幅2.4メートル
- 編成出力：45キロワット×8
- 軌間：1,435ミリメートル（標準軌）
- 自重：38.9トン
- 床面高さ：35センチメートル
- 定員：239人（座席76人）
- 最高速度：70キロメートル毎時

### イギリス・ノッティンガム

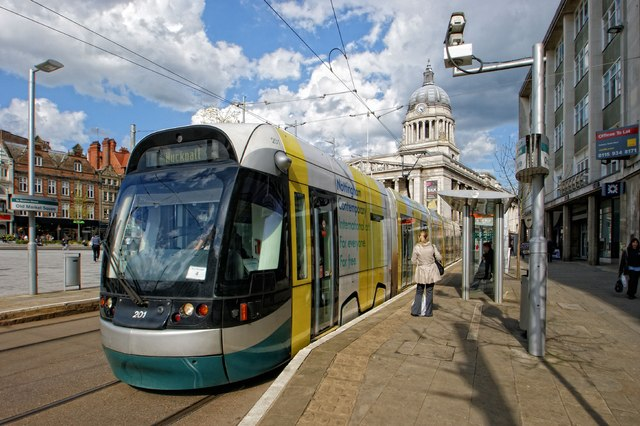
イギリス・ノッティンガムに導入されたインチェントロ AT6/5

ナントに続くインチェントロの導入事例は、イギリス・ノッティンガムにて新規に開業したノッティンガム・エクスプレス・トランジット（NET）である。形式名は「AT6/5」で、ナントと同様5車体からなり編成両側に運転台を持つ。2004年3月の路線開業にあわせて15編成導入された。イギリス国内では100%超低床車の採用はノッティンガムが初めてであった。車両の主要諸元は以下の通り。
- 形式名：AT6/5
- 車体数：5車体
- 編成寸法：長さ33.0メートル、幅2.4メートル
- 軌間：1,435ミリメートル（標準軌）
- 定員：200人（座席62人）
- 最高速度：80キロメートル毎時

## 日本での展開
日本の鉄道車両メーカー新潟鐵工所では、日本市場で超低床電車を販売するにあたり、アドトランツと業務提携して同社の超低床車ブレーメン形を導入する手法を採った。具体的には、新潟鐵工所がブレーメン形の日本仕様の車体を設計・製作し、その車体にアドトランツから輸入した台車・電機品を艤装することで車両を製造する、というものである。この手法によって1997年（平成9年）に熊本市交通局9700形が製造された。
新潟鐵工所による超低床車として、9700形に続いて2002年（平成14年）には岡山電気軌道9200形が製造された。この車両も9700形と同様にブレーメン形を日本仕様向けに設計変更したものであるが、車体のデザインは別のものをとの地元の意向から、ボンバルディアの協力を得てインチェントロのデザインを利用している。ただし足回りは従来のブレーメン形のままであり、車体座席下に主電動機を装荷して駆動軸で車輪へ動力を伝えるという駆動方式である。インチェントロのデザインの車体にブレーメン形の足回りを組み合わせたこの仕様を標準として、新潟鐵工所の鉄道車両事業を引き継いだ新潟トランシスによって以後も万葉線MLRV1000形（2004年）、富山ライトレールTLR0600形（2006年）、熊本市交通局0800形（2009年）、富山地方鉄道デ9000形（同上）、福井鉄道F1000形（2013年）、えちぜん鉄道L形（2015年） 、宇都宮ライトレールHU300形電車（2021年）と同種の超低床車の製造が続いている。

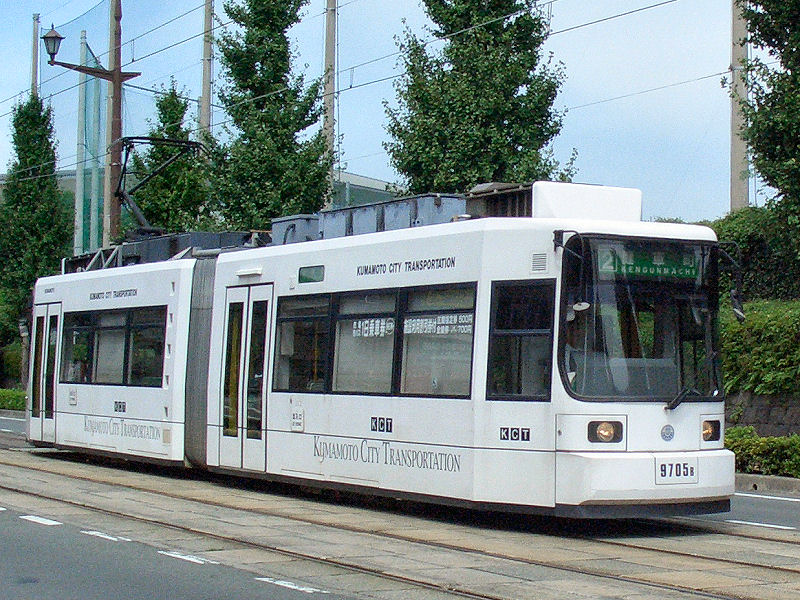
熊本市交通局9700形
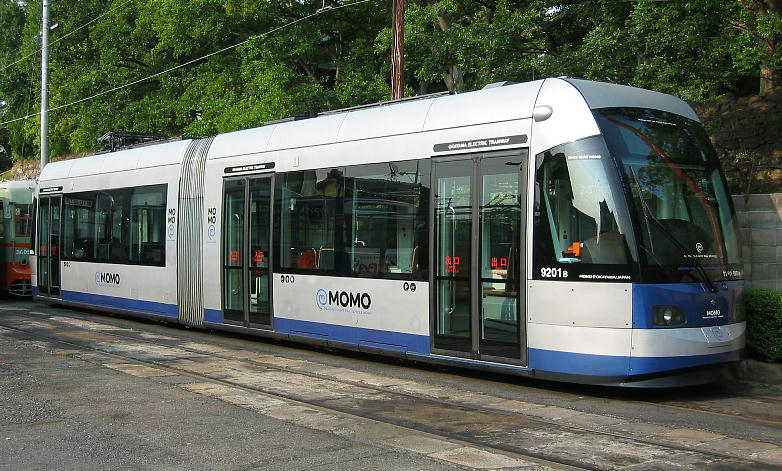
岡山電気軌道9200形（MOMO）
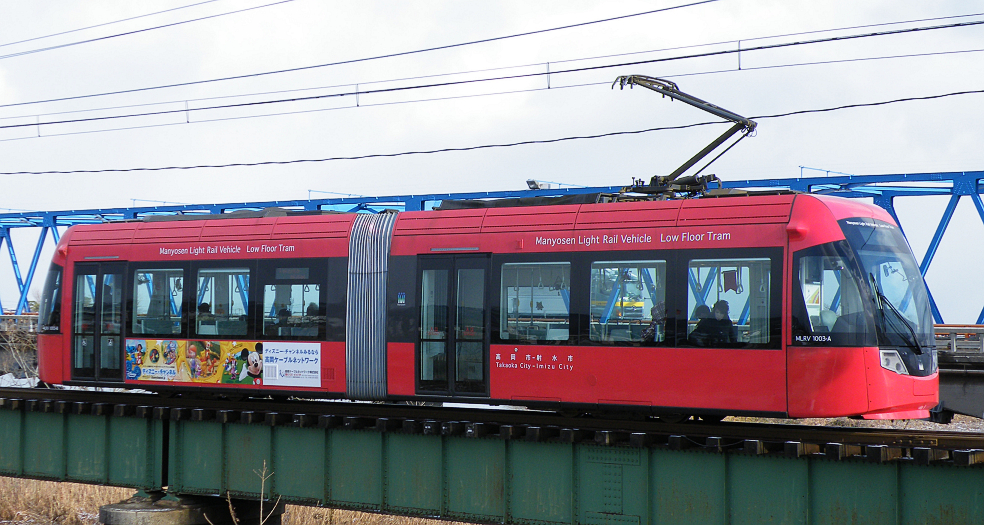
万葉線MLRV1000形（アイトラム）
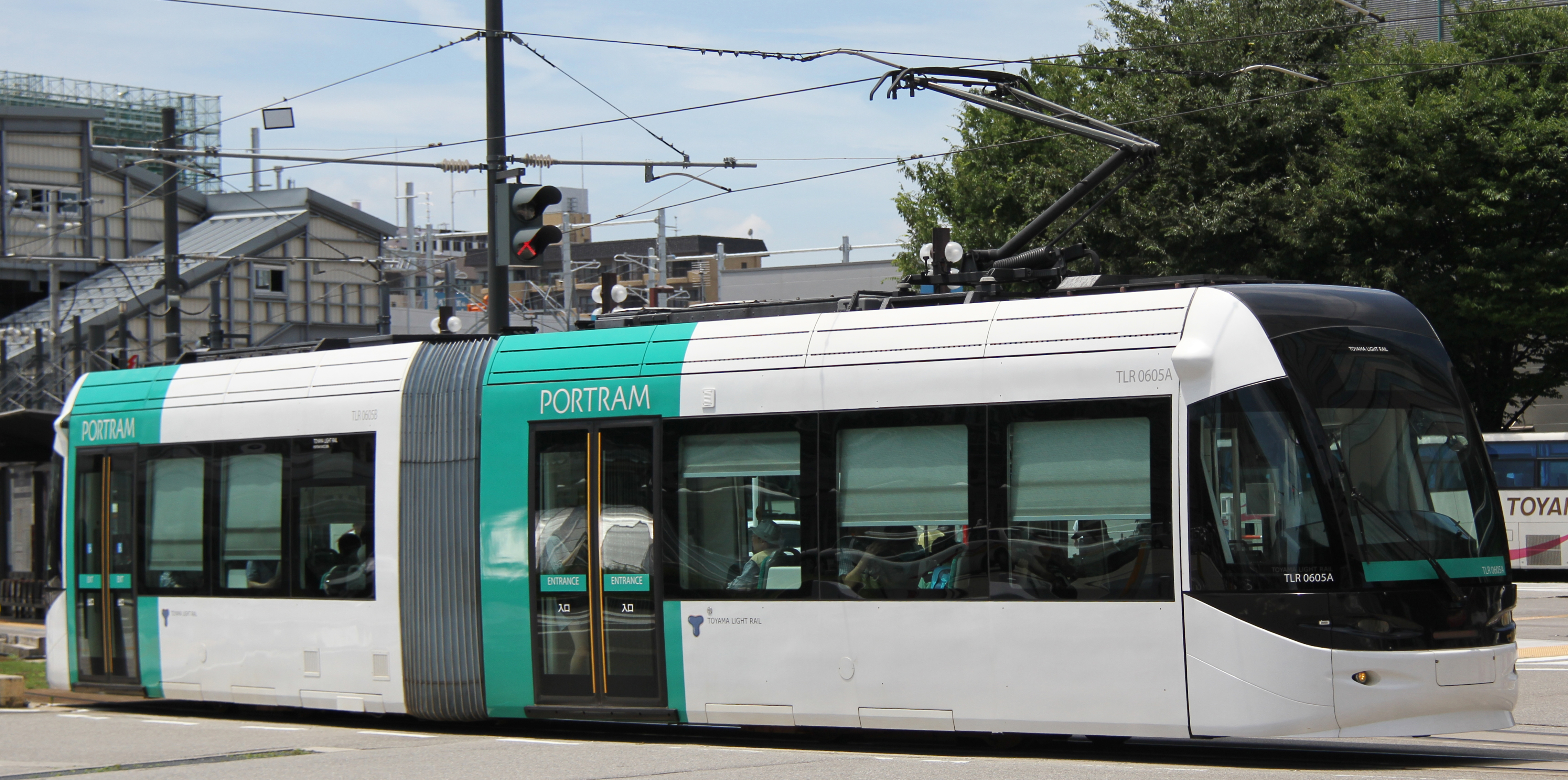
富山ライトレールTLR0600形（ポートラム）
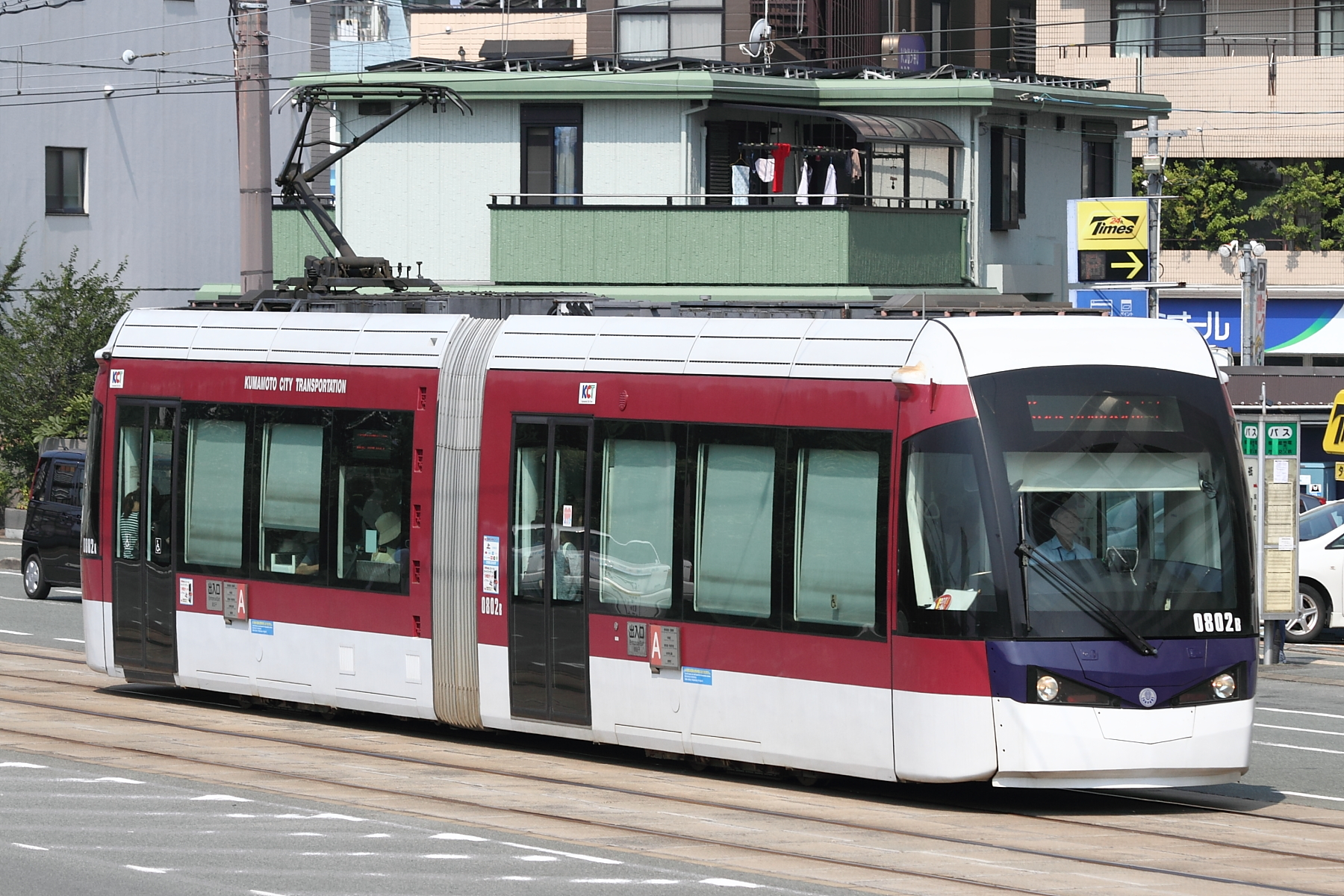
熊本市交通局0800形
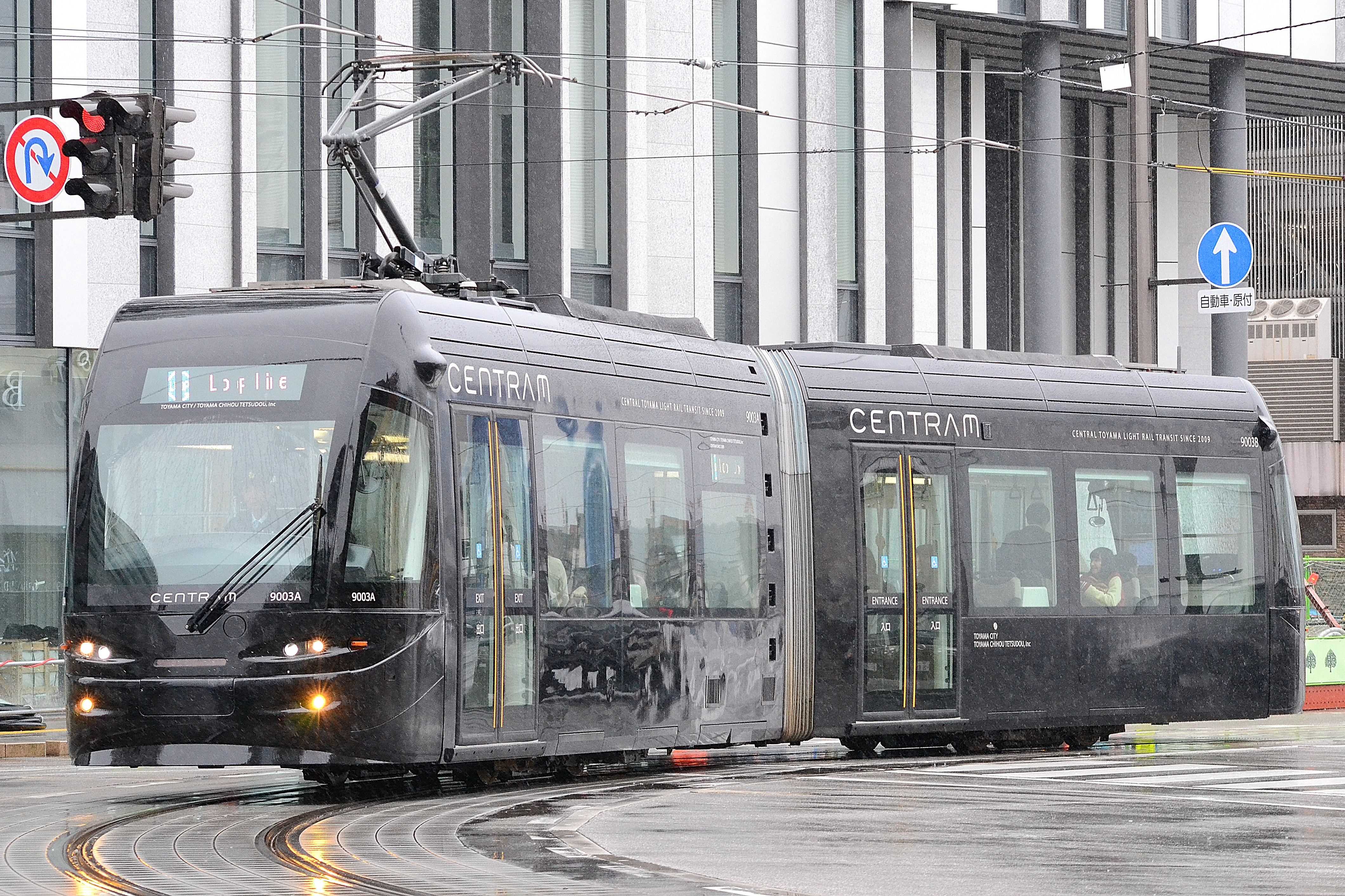
富山地方鉄道デ9000形（CENTRAM）
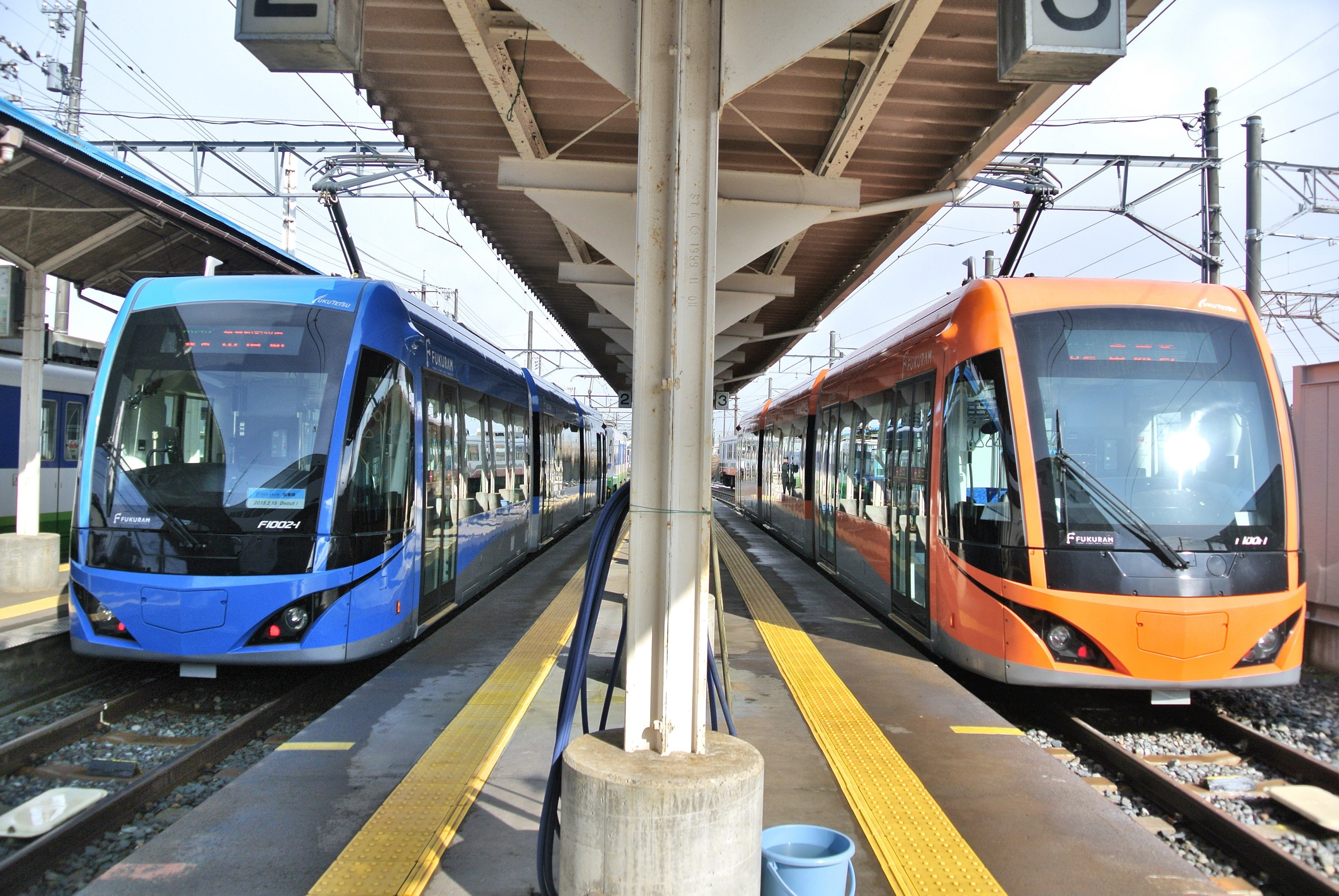
福井鉄道F1000形（FUKURAM）
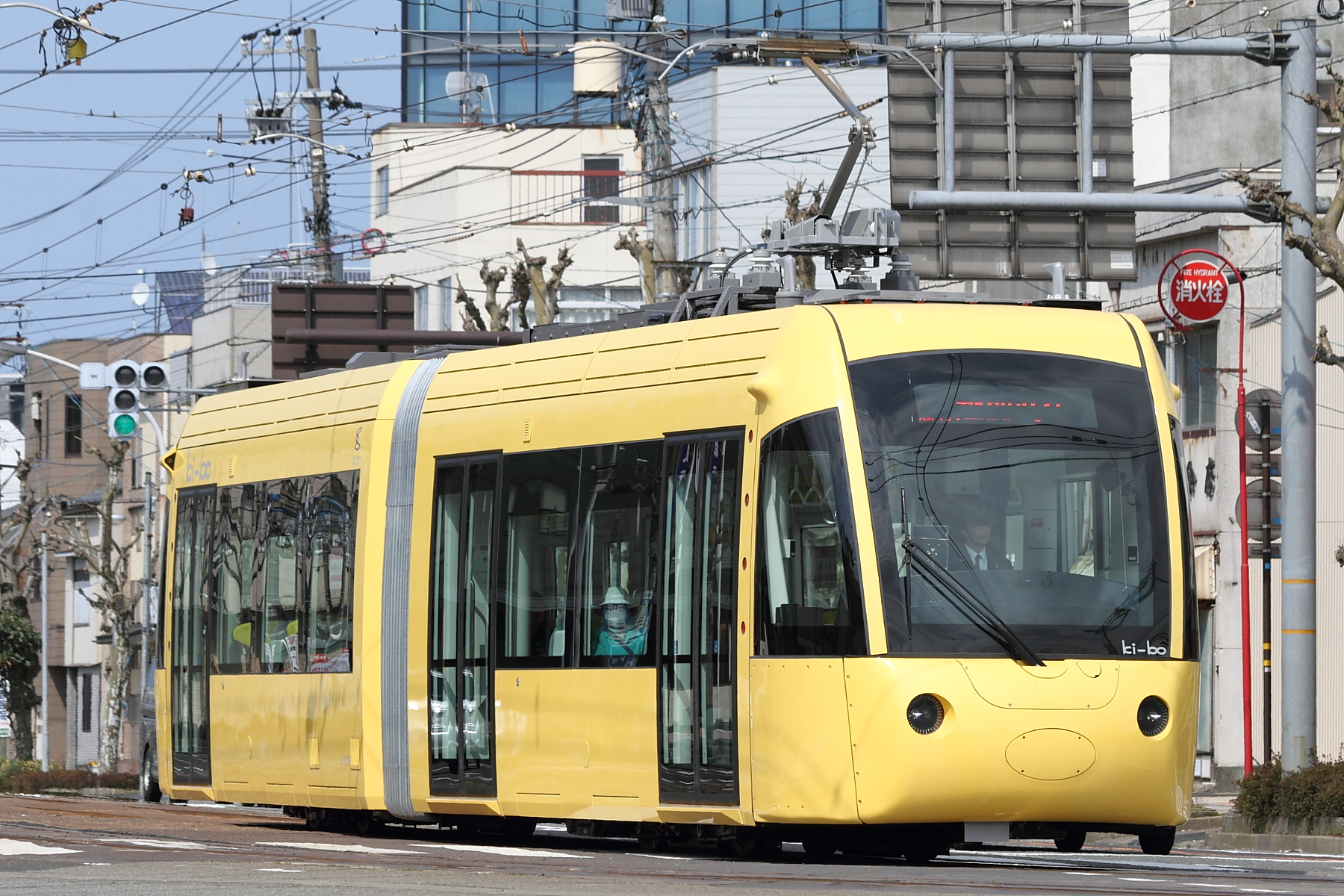
えちぜん鉄道L形（ki-bo）
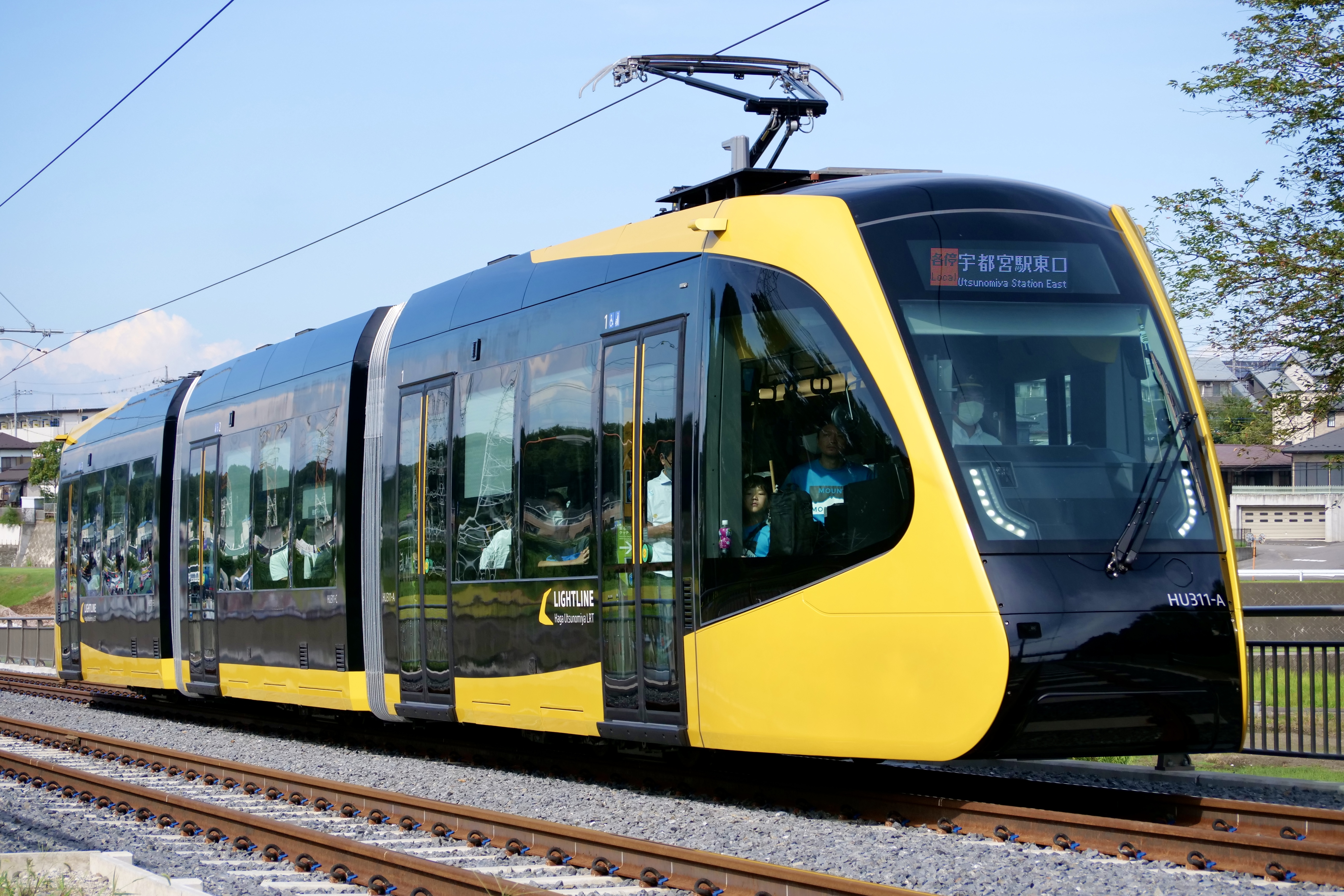
宇都宮ライトレールHU300形電車（LIGHTLINE）